# Hala (Syria)
Hala (arab. حله) – miejscowość w Syrii, w muhafazie Damaszek. W 2004 roku liczyła 3921 mieszkańców.